# Provincia Talagante
Talagante (Provincia de Talagante) este o provincie din regiunea Metropolitană Santiago, Chile, cu o populație de 262.665 locuitori (2012) și o suprafață de 582,3 km2.